# 中年超人左江內氏
《中年超人左江內氏》 是藤子·F·不二雄所做的日本科幻漫畫。於《漫畫ACTION》（双葉社）從1977年9月15日号至1978年10月26日号連載，全14話。

## 概要
一個普通中年上班族左江内某天遇上了一位自稱“超人”的老人，央求他成為下一代超人。左江内剛開始沒有認真對待，也沒有去處理，但得知女兒的危機後，還是勉強臨危受命接受了。
左江内收到的“超人裝”擁有各種能力，無論是工作還是在家，左江内都不得不利用它日夜為正義而戰。然而左江内對抗的對手不是邪惡組織或怪物，而只是日常爭吵的心酸瑣事。

## 登場人物
左江内
係長（中文譯股長）。45歳上班族，原著僅有姓氏無設定名字。
左江内圓子
左江内的妻子。
左江内羽子
左江内高中生女兒，家中的姐姐。
左江内靄夫
左江内的兒子，家中的弟弟。原著無明確設定年歲。
前代超人
中年男性，本業刻章店。觀察左江内良久後發現他具備超人所需「低調力」並決定傳位轉讓超人裝。
胖超人/大山法善
《小超人帕門》角色，最終話登場為左江内開示。

## 電視劇
《超級上班族左江內氏》 為日本電視台2017年播出的電視劇，為藤子·F·不二雄原作漫畫改編的電視劇，由福田雄一編劇，堤真一主演，小泉今日子、室剛、島崎遙香共演，於2017年1月14日首播。主要描述一位上班族，某日接到不明來源的超人服與奇怪的男人逼著成為了正義的伙伴的故事。
此劇是土9最後一檔，播完後與《嵐的大挑戰》交換時段（並改為土10）。

### 演員列表

#### 左江內家
左江內英雄〈52〉
飾 堤真一
左江內圓子〈50〉
飾 小泉今日子
左江內妻子。
左江内靄夫〈8〉
飾 横山歩
左江內兒子。
左江内羽子〈16〉
飾 島崎遙香
左江內女兒。

#### 藤子建設營業3課
池杉照士
飾 賀來賢人
左江內部下。
蒲田滿
飾 早見朱莉
左江內女部下，個性爽朗。
簑島光男
飾 高橋克實
課長。
下山惠理
飾 富山惠理子

#### 警察
小池郁男
飾 室剛
原型即藤子不二雄作品龍套角色——吃拉麵的小池。自稱警部，實際是巡查部長。以為自己會無意識中解決事件。
刈野助造
飾 中村倫也
小池的部下，十分相信小池口中解決案件的經過。
米倉
飾 佐藤二朗
每集登場都會換職業之神出鬼沒人物，最終話揭示自己也是超人。原型即原著客串之胖超人。
謎之老人
飾 笹野高史
給佐江內超人服的老人。
吉村沙也加
飾 金澤美穗
羽子同班同學。
佐野三郎
飾 犬飼貴丈
羽子同班同學。
木手
飾 福島鞠子
圓子的媽媽友。

#### 各集客串

##### 第1話
強盗
飾 塚本高史（友情出演）

##### 第2話
報紙發貨員
飾 ラバーガール
茂
飾 織本順吉
智恵子
飾 佐佐木澄江
あきら
飾 五十嵐陽向
靄夫班上的男同學、因為不擅長唱歌所以拒絕合唱。

##### 第3話
真中 亞里沙
飾 濱邊美波
偶像團體「ルージュパンク」不動的Center。性格和外表完全不一樣。
跳落學生
飾 戶塚純貴
經紀人
飾 郭智博
真中亞里沙的經紀人。誘拐了真中亞里沙。
亞里沙的事務所社長
飾 大河内浩
亞里沙的媽媽
飾 村岡希美

##### 第5話
藤崎
飾 本田翼
在總務課任職的女性社員，左江内的後輩。
老家的豆腐店在惡德金融公司借錢無力返還，為了籌錢而開始向左江內等人騙錢。

##### 第7話
高萩 省吾
飾 間宮祥太朗
撿走了池杉亂放的超人服並且用於搶銀行的強盜。

##### 第8話
笹原 桃子
飾 永野芽郁
在栃木縣公司工作，也持有超人服的OL。和左江内同様飾從先代的老婆婆拿到超人服。
試圖自殺而被左江內阻止。
左江内 春子
飾 立石涼子
左江内的媽媽。住在栃木縣。
左江内 茂雄〈80〉
飾 平泉成
左江内的爸爸。住在栃木県縣。
真紀子
飾 阿南敦子
左江内的妹妹。

##### 第9話
藤子建設社長
飾 風間杜夫
藤子建設社長夫人
飾 石野真子
島課長
飾 宅麻伸（页面存档备份，存于）（友情出演）
強盗
飾 矢部享祐
拉麵店客人
飾 寺田浩子
飾 島丈明
簑島課長的妻子
飾 しのへけい子

##### 第10話
搶劫巴士的犯人
飾 菅田將暉
搶劫圓子和木手搭乘的觀光巴士的年輕人。園子說他「長得很像菅田將暉」之後，右被說了「哈？我比起菅田將暉更喜歡山崎賢人～！」
客戶
飾 須永慶

#### 各集資訊與收視率
紅色表示為該年度最高收視率，藍色則表示為該年度最低收視率。
| 集數 | 播出日期      | 日文標題 | 中文標題                            | 收視率 | 備註           |
| ---- | ------------- | -------- | ----------------------------------- | ------ | -------------- |
| 1    | 2017年1月14日 |          | 藤子F原作左江內英雄遇惡則強遇妻則弱 | 12.9%  | 延長15分結束。 |
| 2    | 2017年1月21日 |          | 左江內英雄能救兒子的危機嗎！？      | 9.6%   |                |
| 3    | 2017年1月28日 |          |                                     | 9.2%   |                |
| 4    | 2017年2月4日  |          |                                     | 8.9%   |                |
| 5    | 2017年2月11日 |          |                                     | 9.4%   |                |
| 6    | 2017年2月18日 |          |                                     | 10.2%  |                |
| 7    | 2017年2月25日 |          |                                     | 7.9%   |                |
| 8    | 2017年3月4日  |          |                                     | 6.3%   |                |
| 9    | 2017年3月11日 |          |                                     | 10.5%  |                |
| 10   | 2017年3月18日 |          |                                     | 10.5%  |                |